# Polizia municipale (Grecia)
La polizia municipale (in greco Αστυνομία Πόλεων?) era una forza di polizia greca esistente dal 1921 al 1984, responsabile della polizia delle aree urbane. Completava la Gendarmeria ellenica, che era responsabile delle aree rurali e suburbane.

## Storia
La sua creazione fu decretata nel 1918 (Legge 1370/1918) e confermata nel 1920 (Legge 2461/1920). La forza divenne operativa nella città di Corfù nel 1920, seguita da Patrasso (1921), Pireo (1923) e Atene (1929). Sorprendentemente, a Salonicco, la seconda città più grande della Grecia, la forza non è stata istituita a causa dell'opposizione della Gendarmeria, nonostante le disposizioni della legge.
A differenza della gendarmeria paramilitare, che aveva stretti legami con l'esercito ellenico ed era comandata da generali dell'esercito, la polizia cittadina era una forza puramente civile, modellata sulla polizia metropolitana di Londra e con addestramento fornito da una missione britannica sotto Sir Frederick Loch Halliday. 
Dalla fine degli anni 1920, la Polizia Municipale, e in particolare la sua temuta Direzione Generale della Sicurezza, avviarono la persecuzione statale del nascente Partito Comunista di Grecia, la cui popolarità stava crescendo tra i poveri cittadini, le classi lavoratrici e i profughi indigenti dell'Asia Minore. All'indomani della guerra civile greca , la gendarmeria e la polizia cittadina divennero bastioni dell'establishment conservatore e veementemente anticomunista, un ruolo che avrebbero mantenuto in tutta la giunta militare greca del 1967-1974. Dopo la caduta della giunta, l'accento è stato posto sulla polizia civile. Nonostante la forte opposizione della Gendarmeria, la Polizia Municipale e la Gendarmeria furono fuse il 1º novembre 1984 (Legge 1481/1-10-1984) nella Polizia ellenica attuale.

## Gradi
| Commissario Αντιστράτ | Vice commissario Υποστράτηγος | Brigadiere Ταξίαρχος | Direttore di polizia Αστυνομικός Διευθυ |  | Vicedirettore Αστυνομικός Υποδιευθυντής | Capitano di I classe Αστυνόμος Α' | Capitano di II Classe Αστυνόμος Β' | Tenente di I Classe Υπαστυνόμος Α' | Tenente di II Classe Υπαστυνόμος B' |
|                       |                               |                      |                                         |  |                                         |                                   |                                    |                                    |                                     |

| Maresciallo Ανθυπαστυνόμος | Sergente capo-Ufficiale interrogatore con esame Αρχιφύλακας-ανακριτικός υπάλληλος με εξετάσεις | Sergente di squadra-Interrogatore Αρχιφύλακας-ανακριτικός υπάλληλος | Sergente-Non interrogatore Αρχιφύλακας-μη ανακριτικός υπάλληλος | Sergeante-Interrogatore Υπαρχιφύλακας-ανακριτικός υπάλληλος | Sergente-Interrogarore Υπαρχιφύλακας-μη ανακριτικός υπάλληλος | Agente Αστυφύλακας |
|                            |                                                                                                |                                                                     |                                                                 |                                                             |                                                               |                    |